# Mykola Yunakiv
Mykola Yunakiv (en ucraniano: Микола Юнаків; Chuhuiv, Gobernación de Járkov, Imperio Ruso; 6 de diciembre de 1871-Tarnów, Polonia; 1 de agosto de 1931) fue un pedagogo y militar ucraniano. Fue general en el ejército del Imperio ruso y en la República Popular Ucraniana.
Yunakiv terminó sus estudios en la Academia del Estado Mayor Nicolás en San Petersburgo (1894-1897). En 1910 defendió su disertación sobre la Campaña sueca en Ucrania de 1708-09 y un año más tarde se convirtió en profesor de historia militar. En 1914 Yunakiv fue presionado para dimitir después de que la implementación de sus reformas de enseñanza no hallaran apoyo en la academia.
Durante la I Guerra Mundial Yunakiv fue nombrado jefe de Estado Mayor del 4.º Ejército ruso y después en comandante del 8.º Ejército luchando en el frente rumano. En un periodo crítico en la historia de la República Popular de Ucrania en diciembre de 1917 se unió a la administración militar ucraniana como jefe del departamento de educación.
En agosto de 1919 fue nombrado jefe de Estado Mayor de los dos ejércitos ucranianos durante el contraavance sobre Kiev y Odesa. El 10 de octubre de 1919 Yunakiv fue promovido a Mayor General y durante el año siguiente brevemente sirvió como ministro de defensa y jefe del Consejo Militar Supremo de Ucrania. Después emigró a Polonia donde fue miembro de la Sociedad de Historia Militar Ucraniana y del colectivo editorial de Za derzhavnist’.